# ネジリンボウ
ネジリンボウ（学名：Stonogobiops xanthorhinicus）は、スズキ目ハゼ科に分類されるハゼの一種。

## 分布
インドネシア、オーストラリア北東岸にかけての西太平洋に分布する。日本では千葉県以南の太平洋岸、琉球諸島でみられる。

## 形態
体長4.5 - 6 cm。体色は白色から淡黄色で、体側に黒色の斜横帯がある。第1背鰭は6棘、第2背鰭は1棘12軟条、臀鰭は1棘10軟条。背鰭棘は近縁種ほど伸長しない。第1背鰭は黒く、条は白い。第2背鰭には黄色い模様が入る。頭部は橙色で、目と口が大きい。

## 生態
海底の砂地に生息し、プランクトンを捕食する。単独またはペアで生活し、主にニシキテッポウエビと共生する。